# マイケル・マリオット
マイケル・ライアン・マリオット（Michael Ryan Mariot, 1988年10月20日 - ）は、アメリカ合衆国・カリフォルニア州ロサンゼルス郡ロサンゼルス市ウエストヒルズ地区出身のプロ野球選手（投手）。右投右打。

## 経歴

### プロ入りとロイヤルズ時代
2010年のMLBドラフト8巡目(全体239位)でカンザスシティ・ロイヤルズから指名され、プロ入り。契約後、傘下のパイオニアリーグのルーキー級アイダホフォールズ・チュカーズでプロデビュー。15試合（先発7試合）に登板して2勝2敗・防御率3.54・64奪三振の成績を残した。
2011年はA+級ウィルミントン・ブルーロックスでプレーし、28試合（先発9試合）に登板して8勝4敗5セーブ・防御率3.41・80奪三振の成績を残した。
2012年はまずAA級ノースウエストアーカンソー・ナチュラルズでプレーし、31試合（先発14試合）に登板して6勝3敗1セーブ・防御率3.40・81奪三振の成績を残した。8月にAAA級オマハ・ストームチェイサーズへ昇格。AAA級オマハでは2試合に登板した。
2013年はAAA級オマハでプレーし、47試合（先発1試合）に登板して4勝5敗11セーブ・防御率3.56・66奪三振の成績を残した。オフの11月20日に40人枠入りを果たした。
2014年3月14日にAAA級オマハへ異動し、4月7日にメジャーへ昇格した。4月11日のミネソタ・ツインズ戦でメジャーデビュー。6点ビハインドの6回裏から登板し、2回を投げ2安打2失点2四球2奪三振だった。最終的には17試合にリリーフ登板し、防御率は6.48・WHIPは1.72と苦しんだが、一方でメジャー初勝利を挙げるなど、収穫もあった。
2015年は2試合の登板に留まり、防御率は3.00だった。11月20日にDFAとなった。

### フィリーズ時代
2015年11月30日にウェイバー公示を経てフィラデルフィア・フィリーズへ移籍した。
2016年は25試合に登板して1勝と2セーブを挙げたが、与四球率5.8・防御率5.82と制球難もあって炎上傾向だった。ただ、三振を奪う能力は高く、奪三振率9.6をマークした。マイナー（A+級クリアウォーター・スレッシャーズ、AA級レディング・ファイティン・フィルズ、AAA級リーハイバレー・アイアンピッグス）の3ランクで計32試合に登板、うち2試合は先発登板で、防御率3.76・1勝3敗1セーブ・WHIP1.11という、まずまずのピッチングを見せた。オフの12月6日にDFAとなり、13日にマイナー契約でAAA級リーハイバレーへ配属された。
2017年はAAA級リーハイバレーで45試合に登板し、7勝2敗2セーブ、防御率4.42の成績を残したが、メジャー昇格はなく11月2日にFAとなった。

### フィリーズ退団後
2017年11月21日にサンディエゴ・パドレスとマイナー契約を結び、2018年のスプリングトレーニングに招待選手として参加することになった。開幕はAAA級エルパソ・チワワズで迎えたが、10試合にリリーフ登板し防御率12.15と乱調が続き、5月11日にリリースされた。5月19日に古巣のカンザスシティ・ロイヤルズとマイナー契約を結んだが、8月9日にリリースされた。8月24日に独立リーグ・アトランティックリーグのシュガーランド・スキーターズと契約した。
2019年はシュガーランド・スキーターズと再契約した。6月5日にメキシカンリーグのティフアナ・ブルズと契約し、7月29日にはメキシカンリーグのドスラレドス・オウルズと契約した。メキシカンリーグでは2球団合計で8試合に登板し5勝を挙げた。
2021年3月26日に独立リーグ・アメリカン・アソシエーションのクリーバーン・レイルローダーズと契約。3試合に先発登板し2勝を挙げた。6月9日にシンシナティ・レッズとマイナー契約を結んだ。
2022年7月24日、台湾プロ野球の中信兄弟と契約した。しかし、9月19日に支配下選手登録を外れ、オフに退団した。

## 詳細情報

### 年度別投手成績
| 年 度    | 球 団    | 登 板 | 先 発 | 完 投 | 完 封 | 無 四 球 | 勝 利 | 敗 戦 | セ 丨 ブ | ホ 丨 ル ド | 勝 率 | 打 者 | 投 球 回 | 被 安 打 | 被 本 塁 打 | 与 四 球 | 敬 遠 | 与 死 球 | 奪 三 振 | 暴 投 | ボ 丨 ク | 失 点 | 自 責 点 | 防 御 率 | W H I P |
| -------- | -------- | ----- | ----- | ----- | ----- | -------- | ----- | ----- | -------- | ----------- | ----- | ----- | -------- | -------- | ----------- | -------- | ----- | -------- | -------- | ----- | -------- | ----- | -------- | -------- | ------- |
| 2014     | KC       | 17    | 0     | 0     | 0     | 0        | 1     | 0     | 0        | 0           | 1.000 | 118   | 25.0     | 31       | 2           | 12       | 1     | 0        | 21       | 5     | 1        | 21    | 18       | 6.48     | 1.72    |
| 2015     | KC       | 2     | 0     | 0     | 0     | 0        | 0     | 0     | 0        | 0           | ----  | 12    | 3.0      | 2        | 1           | 2        | 0     | 0        | 1        | 0     | 0        | 1     | 1        | 3.00     | 1.33    |
| 2016     | PHI      | 25    | 0     | 0     | 0     | 0        | 1     | 0     | 2        | 4           | 1.000 | 95    | 21.2     | 18       | 5           | 14       | 1     | 0        | 23       | 2     | 0        | 14    | 14       | 5.82     | 1.48    |
| MLB：3年 | MLB：3年 | 44    | 0     | 0     | 0     | 0        | 2     | 0     | 2        | 4           | 1.000 | 225   | 49.2     | 51       | 8           | 28       | 2     | 0        | 45       | 7     | 1        | 36    | 33       | 5.98     | 1.59    |

- 2020年度シーズン終了時

### 背番号
- 48（2014年 - 2015年）
- 31（2016年）
- 25（2022年 - ）